# Bassin du plateau central iranien

La position du bassin du plateau central en Iran

Le bassin versant du plateau central (en persan, حوضه آبریز فلات مرکزی) est l’un des bassins endoréique d’Iran, considéré comme le principal bassin de la division des bassins versants de l’Iran. La superficie de ce bassin est de 824 356 kilomètres carrés et plus de la moitié de la superficie de l’Iran est située dans ce bassin. Le bassin versant du plateau central est divisé en 9 sous-bassins et son fleuve le plus haut est le Zayandeh Roud. Il est bordé au nord par le bassin endoréique aralo-caspien et à l'est par le bassin endoréique du Sistan en Afghanistan.

## Sous-bassins
Basé sur le plan de division des bassins iraniens, le bassin du plateau central est divisé en sous-bassins suivants:
49732
| Code | Nom                                                                                                 | Surface de la zone Km2 | Nombre de sous-bassins |
| ---- | --------------------------------------------------------------------------------------------------- | ---------------------- | ---------------------- |
| 41   | Bassin du lac salé (Lac Namak) (دریاچهٔ نمک)                                                         | 92 563                 | 7                      |
| 42   | Bassin versant de Gavkhuni (Lac Gavkhuni) (گاوخونی)                                                 | 41 550                 | 4                      |
| 43   | Bassin des lacs Tish-Bakhtegan et Maharlou (طشک، بختگان و مهارلو)                                   | 31492                  | 2                      |
| 44   | Bassin désertique Abargho-Sirjan (کویر ابرقو و سیرجان)                                              | 57 196                 | 4                      |
| 45   | Bassin versant de Hamoon Jazmourian (هامون جازموریان)                                               | 69 390                 | 5                      |
| 46   | Bassin versant du désert de Lout (Dasht-e Lut) (کویر لوت)                                           | 206 222                | 9                      |
| 47   | Bassin Désert Central, Dasht-e Kavir (کویر مرکزی)                                                   | 226 523                | 7                      |
| 48   | Bassin de drainage du désert de Siahkouh, dorsale dorée et point rouge (سیاه‌کوه، ریگ زرین و دق سرخ) | 48 912                 | 3                      |
| 49   | bassin versant du désert de Darjeir-Saghand (درانجیر و ساغند)                                       | 50 508                 | 2                      |